# Bouloc (Haute-Garonne)
Pour les articles homonymes, voir Bouloc.
Bouloc est une commune française située dans le Sud-Ouest de la France, dans le nord du département de la Haute-Garonne, en région Occitanie. La commune se situe entre Toulouse et Montauban, dans le nord de la Haute-Garonne, dans l'aire urbaine de Toulouse. Sur le plan historique et culturel, la commune est dans le Frontonnais, un pays entre Garonne et Tarn constitué d'une succession de terrasses caillouteuses qui ont donné naissance à de riches terroirs, réputés pour leus vins et leurs fruits.
Exposée à un climat océanique altéré, elle est drainée par le ruisseau de Magnanac, le ruisseau de Sayrac et par divers autres petits cours d'eau. La commune possède un patrimoine naturel remarquable composé d'une zone naturelle d'intérêt écologique, faunistique et floristique.
Bouloc est une commune rurale qui compte 4 655 habitants en 2022, après avoir connu une forte hausse de la population depuis 1975. Elle appartient à l'unité urbaine de Toulouse et fait partie de l'aire d'attraction de Toulouse. Ses habitants sont appelés les Boulocains ou  Boulocaines.
Bouloc connaît depuis la fin du XXe siècle une importante croissance démographique. Jusqu'au milieu du siècle, la commune n'était qu'un petit village. Aujourd'hui, c'est une ville à part entière. Cette croissance s'explique par la proximité de la commune avec Toulouse, mais aussi par l'étalement urbain, la périurbanisation, et l'apparition de zones d'emplois importantes à proximité, comme Eurocentre par exemple.

## Géographie

### Localisation
La commune de Bouloc se trouve dans le département de la Haute-Garonne, en région Occitanie.
Elle se situe à 20 km à vol d'oiseau de Toulouse, préfecture du département, et à 12 km de Villemur-sur-Tarn, bureau centralisateur du canton de Villemur-sur-Tarn dont dépend la commune depuis 2015 pour les élections départementales.
La commune fait en outre partie du bassin de vie de Toulouse.
Les communes les plus proches sont : 
Villeneuve-lès-Bouloc (2,1 km), Saint-Sauveur (3,5 km), Castelnau-d'Estrétefonds (3,8 km), Cépet (4,0 km), Saint-Jory (5,1 km), Gargas (5,7 km), Villaudric (5,9 km), Vacquiers (6,0 km).
Sur le plan historique et culturel, Bouloc fait partie du Frontonnais, un pays entre Garonne et Tarn constitué d'une succession de terrasses caillouteuses qui ont donné naissance à de riches terroirs, réputés pour leurs vins et leurs fruits.
Bouloc est limitrophe de six autres communes.
Les communes limitrophes sont Villaudric, Castelnau-d'Estrétefonds, Fronton, Villemur-sur-Tarn et Villeneuve-lès-Bouloc.
| Fronton                  | Villaudric | Villemur-sur-Tarn Villematier (tripoint) |
| Castelnau-d'Estrétefonds | Bouloc     |                                          |
|                          |            | Villeneuve-lès-Bouloc                    |

### Géologie et relief
La superficie de la commune est de 1 855 hectares. Son altitude varie de 127 à 226 mètres.

### Hydrographie

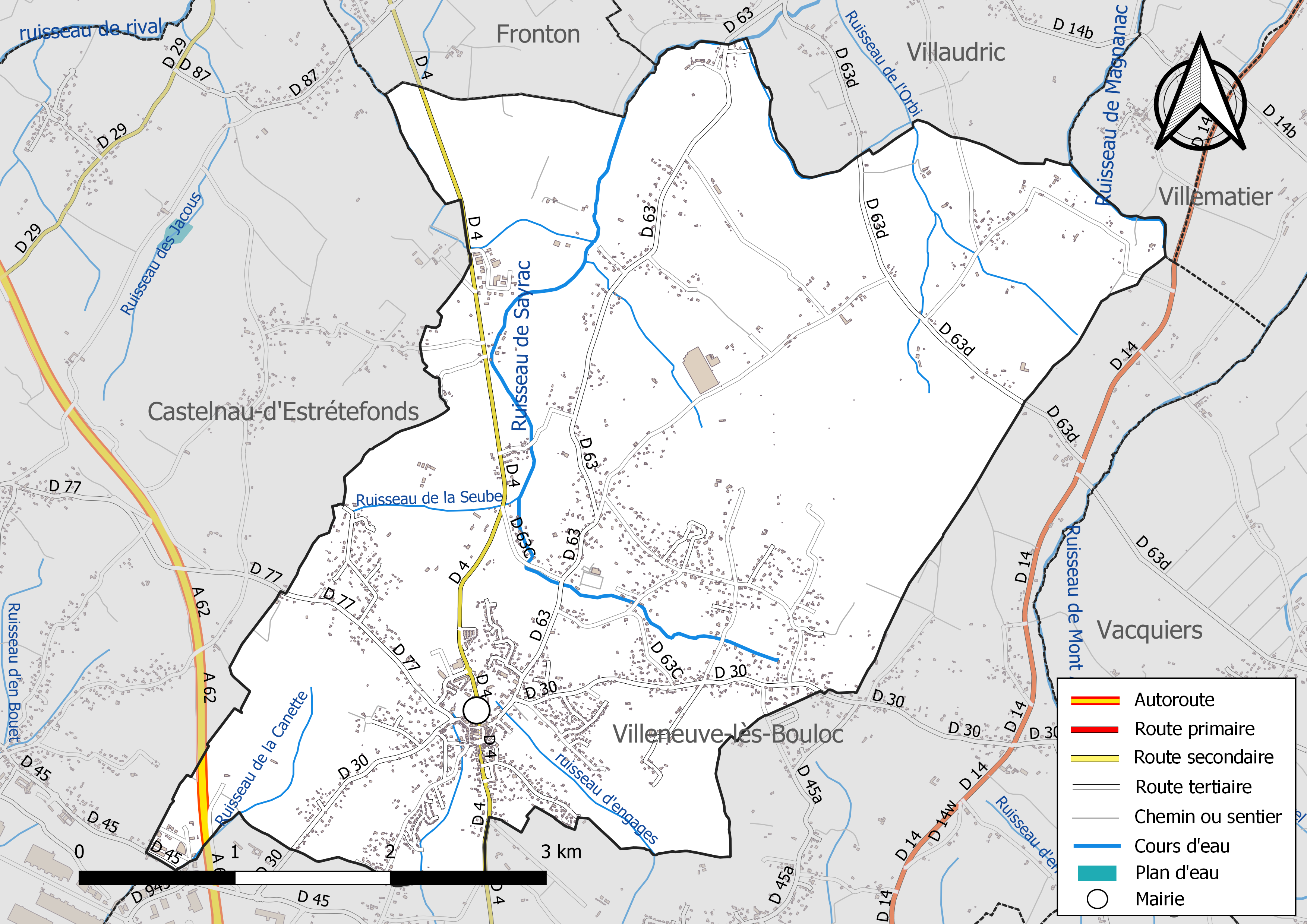
Réseaux hydrographique et routier de Bouloc.

La commune est dans le bassin de la Garonne, au sein du bassin hydrographique Adour-Garonne. Elle est drainée par le ruisseau de Magnanac, le ruisseau de Sayrac, le ruisseau de la Canette, le ruisseau de la Seube, le ruisseau de l'Orbi, le ruisseau d'engages et par divers petits cours d'eau, constituant un réseau hydrographique de 17 km de longueur totale,.
Le ruisseau de Magnanac, d'une longueur totale de 11,8 km, prend sa source dans la commune et s'écoule vers le nord. Il traverse la commune et se jette dans le Tarn à Villemur-sur-Tarn, après avoir traversé 3 communes.
Le ruisseau de Sayrac, d'une longueur totale de 13,5 km, prend sa source dans la commune et s'écoule vers l'ouest puis se réoriente au nord-est. Il traverse la commune et se jette dans le ruisseau de Magnanac à Villemur-sur-Tarn, après avoir traversé 4 communes.

### Climat
Pour des articles plus généraux, voir Climat de l'Occitanie et Climat de la Haute-Garonne.
En 2010, le climat de la commune est de type climat du Bassin du Sud-Ouest, selon une étude s'appuyant sur une série de données couvrant la période 1971-2000. En 2020, Météo-France publie une typologie des climats de la France métropolitaine dans laquelle la commune est exposée à un climat océanique altéré et est dans la région climatique Aquitaine, Gascogne, caractérisée par une pluviométrie abondante au printemps, modérée en automne, un faible ensoleillement au printemps, un été chaud (19,5 °C), des vents faibles, des brouillards fréquents en automne et en hiver et des orages fréquents en été (15 à 20 jours).
Pour la période 1971-2000, la température annuelle moyenne est de 13,1 °C, avec une amplitude thermique annuelle de 15,8 °C. Le cumul annuel moyen de précipitations est de 743 mm, avec 9,6 jours de précipitations en janvier et 5,5 jours en juillet. Pour la période 1991-2020, la température moyenne annuelle observée sur la station météorologique la plus proche, située sur la commune de Blagnac à 16 km à vol d'oiseau, est de 14,2 °C et le cumul annuel moyen de précipitations est de 627,0 mm,. Pour l'avenir, les paramètres climatiques de la commune estimés pour 2050 selon différents scénarios d'émission de gaz à effet de serre sont consultables sur un site dédié publié par Météo-France en novembre 2022.

### Milieux naturels et biodiversité

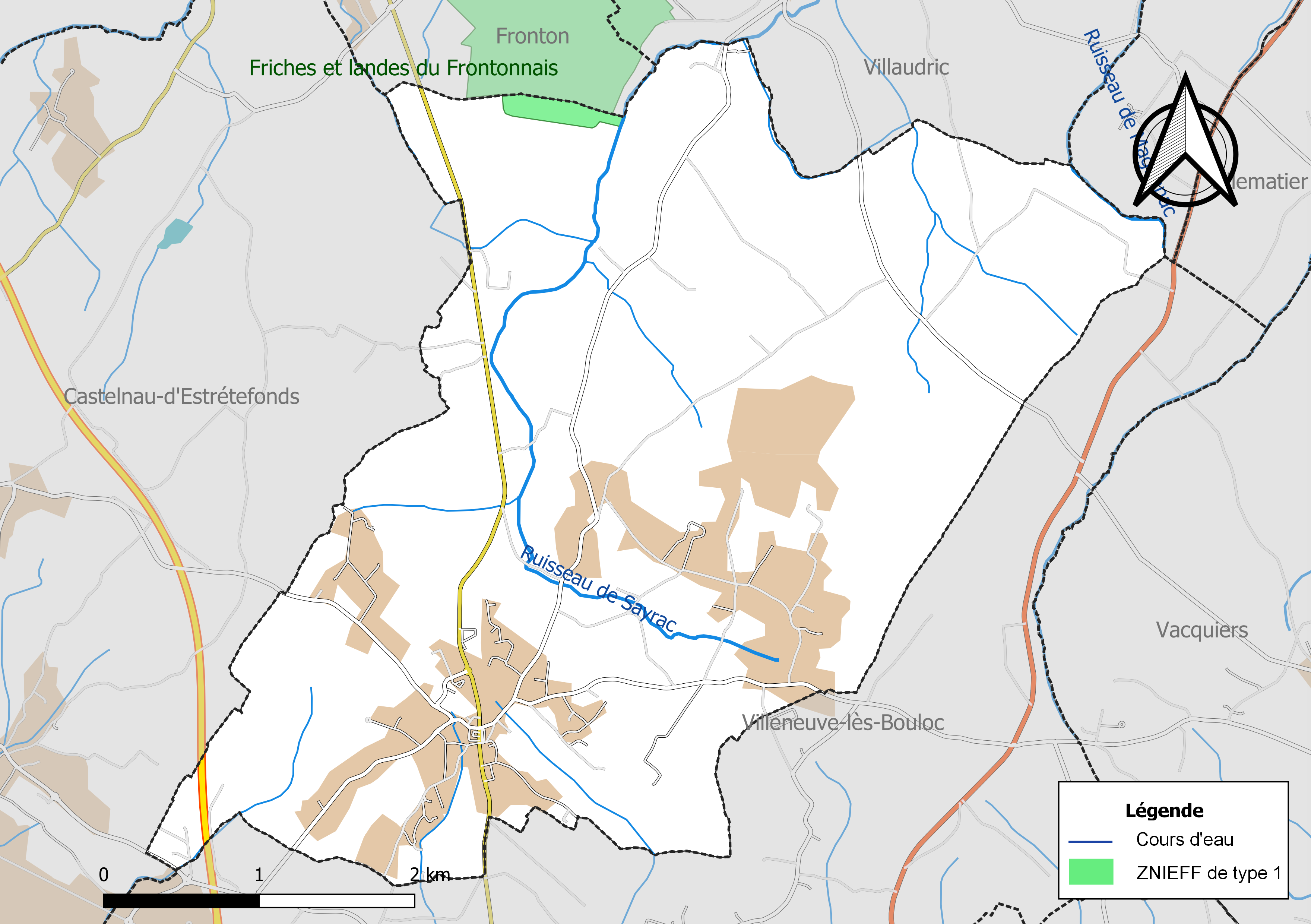
Carte de la ZNIEFF de type 1 localisée sur la commune.

L’inventaire des zones naturelles d'intérêt écologique, faunistique et floristique (ZNIEFF) a pour objectif de réaliser une couverture des zones les plus intéressantes sur le plan écologique, essentiellement dans la perspective d’améliorer la connaissance du patrimoine naturel national et de fournir aux différents décideurs un outil d’aide à la prise en compte de l’environnement dans l’aménagement du territoire.
Une ZNIEFF de type 1 est recensée sur la commune :
les « friches et landes du Frontonnais » (183 ha), couvrant 3 communes du département.

## Urbanisme

### Typologie
Au 1er janvier 2024, Bouloc est catégorisée bourg rural, selon la nouvelle grille communale de densité à sept niveaux définie par l'Insee en 2022.
Elle appartient à l'unité urbaine de Toulouse, une agglomération inter-départementale regroupant 81  communes, dont elle est une commune de la banlieue,,. Par ailleurs la commune fait partie de l'aire d'attraction de Toulouse, dont elle est une commune de la couronne,. Cette aire, qui regroupe 527 communes, est catégorisée dans les aires de 700 000 habitants ou plus (hors Paris),.

### Occupation des sols
L'occupation des sols de la commune, telle qu'elle ressort de la base de données européenne d’occupation biophysique des sols Corine Land Cover (CLC), est marquée par l'importance des territoires agricoles (58 % en 2018), en diminution par rapport à 1990 (75,2 %). La répartition détaillée en 2018 est la suivante : 
zones agricoles hétérogènes (32,2 %), forêts (22,4 %), zones urbanisées (17,5 %), terres arables (15 %), prairies (8,2 %), cultures permanentes (2,7 %), zones industrielles ou commerciales et réseaux de communication (2,1 %). L'évolution de l’occupation des sols de la commune et de ses infrastructures peut être observée sur les différentes représentations cartographiques du territoire : la carte de Cassini (XVIIIe siècle), la carte d'état-major (1820-1866) et les cartes ou photos aériennes de l'IGN pour la période actuelle (1950 à aujourd'hui).

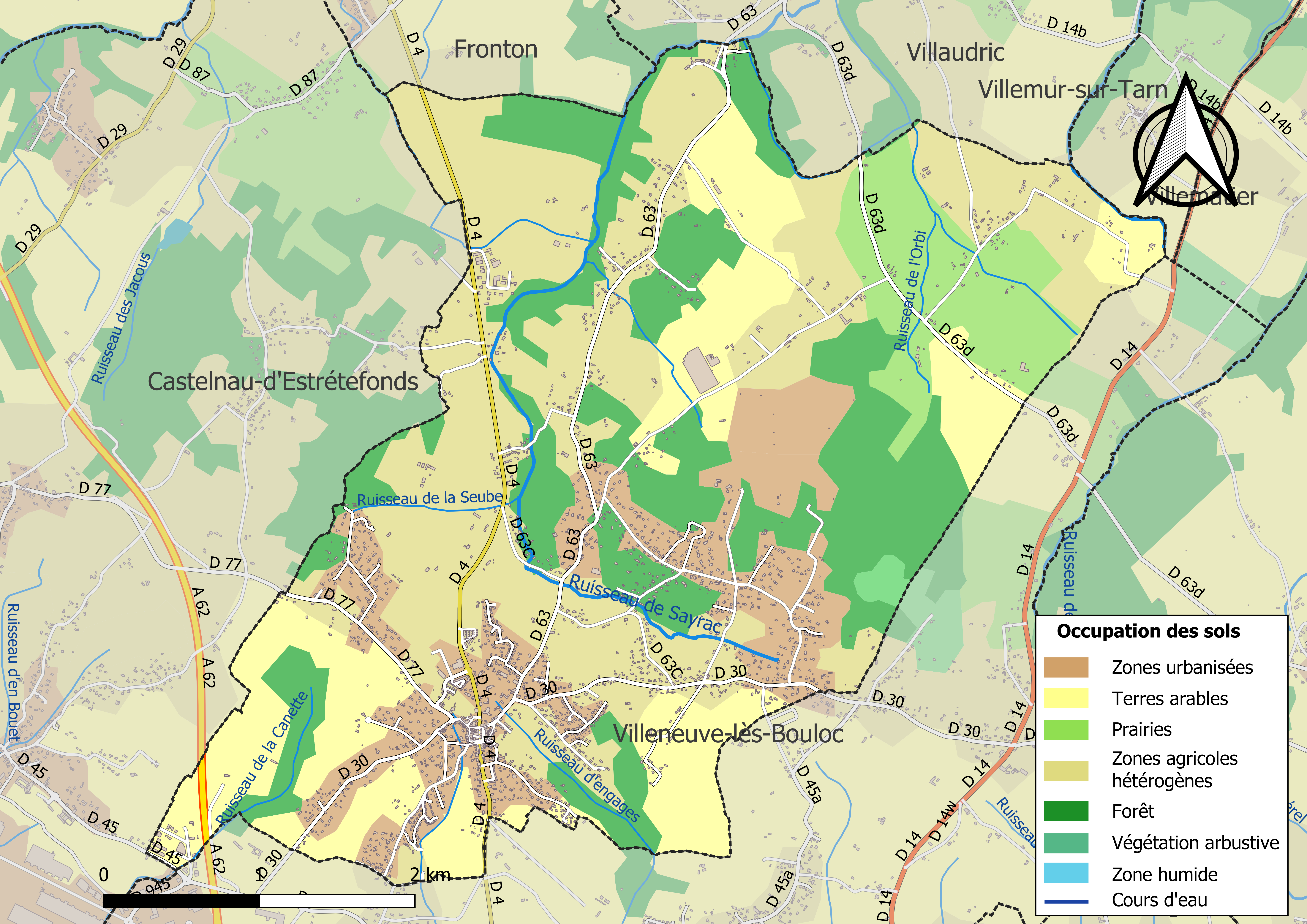
Carte des infrastructures et de l'occupation des sols de la commune en 2018 (CLC).

### Morphologie urbaine
L'essentiel des constructions sont situées au sud du territoire communal, autour de la mairie. La ville s'étendant de plus en plus, le centre-ville commence à gagner du terrain, particulièrement au nord-ouest de la mairie.

### Logement
En 2014, le nombre total de logements dans la commune était de 1 791, alors qu'il était de 1 601 en 2009.
Parmi ces logements, 93,9 % étaient des résidences principales, 0,7 % des résidences secondaires et 5,4 % des logements vacants. Ces logements étaient pour 89,2 % d'entre eux des maisons individuelles et pour 10,6 % des appartements.
La proportion des résidences principales, propriétés de leurs occupants était de 79,7 %, en légère baisse par rapport à 2009 (82,1 %). La part de logements HLM loués vides était de 2,7 % contre 2 %, leur nombre étant croissant 45 contre 30.

### Voies de communication et transports
La commune est traversée par la route départementale 4, qui relie Fronton à Barrière de Paris, à Toulouse, en passant par le centre-ville. On compte également la route départementale 30, qui relie la zone Eurocentre à Montpitol, et la route départementale 77, qui relie le centre-ville à Saint-Rustice.
Bouloc est traversée au sud-ouest par l'autoroute A62, accessible à partir de la  10.1 - Eurocentre.
La gare la plus proche est la gare de Castelnau-d'Estretefonds, située sur la ligne de Bordeaux à Sète, et desservie par le réseau TER Occitanie.
La ligne express Hop!301 du réseau Arc-en-Ciel relie la commune à la station Borderouge du métro de Toulouse et à Villemur-sur-Tarn, et la ligne 351 relie la commune à la gare routière de Toulouse et à Villemur-sur-Tarn également.
Enfin, Bouloc est située à 22 km de l'aéroport de Toulouse-Blagnac.

### Risques naturels et technologiques
Bouloc est situé en zone inondable. Cependant, la commune n'est pas un territoire à risque important d'inondation, n'étant pas traversée par un fleuve ou une rivière.
La commune est également concernée par un risque de mouvement de terrain et de retrait-gonflement des sols argileux. On compte également un risque de séisme de 1/5 (très faible).

## Toponymie
Bou-, altération de bon « bon » et loc « lieu » en gascon, d'où le sens global de « bon lieu », c'est-à-dire « lieu agréable » ou « lieu propice ».
Homonymie avec les Bonlieu (Jura, [Conventui] Boni Loci 1319; Drôme, Bonus locus 1170), ainsi que Bonloc.

## Histoire
Bouloc fut l'hôte de visiteurs célèbres, parmi lesquels Alphonse de Poitiers en 1144, le pape Calixte II en 1119, Philippe le Bel en 1303, le roi Charles IX accompagné de Catherine de Médicis et de Michel de l'Hospital en 1565, et enfin Louis XIII le 30 octobre 1632, jour de l'exécution du Duc de Montmorency à Toulouse.
La commune fait partie de la région historique de l'Occitanie et du Languedoc.

### Héraldique
| Bouloc | Son blasonnement est : Taillé : au premier de gueules au besant d'argent chargé d'une croix cléchée pommetée de douze pièces de sable, au second d'or au four à brique de sable surmonté d'une grappe de raisins feuillée du même. La croix du Languedoc : Bouloc a toujours été rattachée à la métropole du Languedoc. La présence de la typique croix du Languedoc symbolise ces liens étroits et anciens mais aussi actuels. La grappe de raisin : Le passé viticole, jusqu'à 600 hectares de vignes en exploitation à la fin du XIXe siècle, et son rattachement actuel à l'aire d'appellation d'origine contrôlée des côtes du Frontonnais, sont représentés par une grappe de raisin, aussi noire que l'est la négrette. Le four à briques et à tuiles : Plusieurs usines de fabrication de briques ont marqué le passé de Bouloc. Cette période exceptionnelle est représentée par la silhouette d'un bâtiment typique, mais aujourd'hui disparu, qui est un four de cuisson. Les couleurs : L'une, le rouge, est la couleur du sang et du feu, l'autre, le jaune est la couleur de l'or et du soleil. Ce sont 2 couleurs éclatantes, lumineuses, qui, associées symbolisent le midi. |

## Politique et administration

### Tendances politiques et résultats
Bouloc est une commune avec une sensibilité de gauche, malgré une montée récente de l'extrême droite.
| Élections présidentielles, résultats des deuxièmes tours.                                               | Élections présidentielles, résultats des deuxièmes tours. | Élections présidentielles, résultats des deuxièmes tours. | Élections présidentielles, résultats des deuxièmes tours. | Élections présidentielles, résultats des deuxièmes tours. | Élections présidentielles, résultats des deuxièmes tours. | Élections présidentielles, résultats des deuxièmes tours. | Élections présidentielles, résultats des deuxièmes tours. |
| Année                                                                                                   | Élu                                                       | Élu                                                       | Élu                                                       | Battu                                                     | Battu                                                     | Battu                                                     | Participation                                             |
| --- | --------------------------------------------------------- | --------------------------------------------------------- | --------------------------------------------------------- | --------------------------------------------------------- | --------------------------------------------------------- | --------------------------------------------------------- | --------------------------------------------------------- |
| 2002 | 79,97 %                                                   | Jacques Chirac                                            | RPR                                                       | 20,03 %                                                   | Jean-Marie Le Pen                                         | FN                                                        | 83,84 %                                                   |
| 2007 | 47,85 %                                                   | Nicolas Sarkozy                                           | UMP                                                       | 52,15 %                                                   | Ségolène Royal                                            | PS                                                        | 89,79 %                                                   |
| 2012 | 53,36 %                                                   | François Hollande                                         | PS                                                        | 46,64 %                                                   | Nicolas Sarkozy                                           | UMP                                                       | 87,10 %                                                   |
| 2017 | 65,87 %                                                   | Emmanuel Macron                                           | EM                                                        | 34,13 %                                                   | Marine Le Pen                                             | FN                                                        | 79,08 %                                                   |
| 2022 | %                                                         | Emmanuel Macron                                           | LREM                                                      | %                                                         | Marine Le Pen                                             | RN                                                        | %                                                         |
| Élections législatives, résultats des deux meilleurs scores du dernier tour de scrutin.                 |                                                           |                                                           |                                                           |                                                           |                                                           |                                                           |                                                           |
| Année                                                                                                   | Élu                                                       | Élu                                                       | Élu                                                       | Battu                                                     | Battu                                                     | Battu                                                     | Participation                                             |
| Bouloc (Haute-Garonne) est répartie sur plusieurs circonscriptions, cf. les résultats des .             |                                                           |                                                           |                                                           |                                                           |                                                           |                                                           |                                                           |
| Avant 2010, Bouloc (Haute-Garonne) est répartie sur plusieurs circonscriptions, cf. les résultats des . |                                                           |                                                           |                                                           |                                                           |                                                           |                                                           |                                                           |
| 2002 | 55,75 %                                                   | Françoise Imbert                                          | PS                                                        | 44,25 %                                                   | Geneviève de Cazaux                                       | UMP                                                       | 62,81 %                                                   |
| 2007 | 57,62 %                                                   | Françoise Imbert                                          | PS                                                        | 42,38 %                                                   | Grégoire Carneiro                                         | UMP                                                       | 64,85 %                                                   |
| Après 2010, Bouloc (Haute-Garonne) est répartie sur plusieurs circonscriptions, cf. les résultats de .  |                                                           |                                                           |                                                           |                                                           |                                                           |                                                           |                                                           |
| 2012 | 64,16 %                                                   | Françoise Imbert                                          | PS                                                        | 35,84 %                                                   | Grégoire Carneiro                                         | UMP                                                       | 56,20 %                                                   |
| 2017 | 69,63 %                                                   | Jean-François Portarrieu                                  | LREM                                                      | 30,37 %                                                   | Julien Leonardelli                                        | FN                                                        | 45,93 %                                                   |
| 2022 | %                                                         |                                                           |                                                           | %                                                         |                                                           |                                                           | %                                                         |
| 2024 | %                                                         |                                                           |                                                           | %                                                         |                                                           |                                                           | %                                                         |
| Élections européennes, résultats des deux meilleurs scores.                                             |                                                           |                                                           |                                                           |                                                           |                                                           |                                                           |                                                           |
| Année                                                                                                   | Liste 1re                                                 | Liste 1re                                                 | Liste 1re                                                 | Liste 2e                                                  | Liste 2e                                                  | Liste 2e                                                  | Participation                                             |
| 2004 | 39,04 %                                                   | Kader Arif                                                | PS                                                        | 11,11 %                                                   | Alain Lamassoure                                          | UMP                                                       | 42,90 %                                                   |
| 2009 | 24,02 %                                                   | Dominique Baudis                                          | UMP                                                       | 18,58 %                                                   | José Bové                                                 | EE                                                        | 44,60 %                                                   |
| 2014 | 27,29 %                                                   | Louis Aliot                                               | FN                                                        | 18,82 %                                                   | Virginie Rozière                                          | PRG                                                       | 48,11 %                                                   |
| 2019 | 23,87 %                                                   | Jordan Bardella                                           | RN                                                        | 23,71 %                                                   | Nathalie Loiseau                                          | LREM                                                      | 55,17 %                                                   |
| 2024 | %                                                         |                                                           |                                                           | %                                                         |                                                           |                                                           | %                                                         |
| Élections régionales, résultats des deux meilleurs scores.                                              |                                                           |                                                           |                                                           |                                                           |                                                           |                                                           |                                                           |
| Année                                                                                                   | Liste 1re                                                 | Liste 1re                                                 | Liste 1re                                                 | Liste 2e                                                  | Liste 2e                                                  | Liste 2e                                                  | Participation                                             |
| 2004 | 64,10 %                                                   | Martin Malvy                                              | PS                                                        | 21,58 %                                                   | Jacques Godfrain                                          | UMP                                                       | 65,58 %                                                   |
| 2010 | 70,55 %                                                   | Martin Malvy                                              | PS                                                        | 29,45 %                                                   | Brigitte Barèges                                          | UMP                                                       | 55,38 %                                                   |
| 2015 | 49,19 %                                                   | Carole Delga                                              | PS                                                        | 30,91 %                                                   | Louis Aliot                                               | FN                                                        | 65,83 %                                                   |
| 2021 | %                                                         |                                                           |                                                           | %                                                         |                                                           |                                                           | %                                                         |
| Élections cantonales, résultats des deux meilleurs scores du dernier tour de scrutin.                   |                                                           |                                                           |                                                           |                                                           |                                                           |                                                           |                                                           |
| Année                                                                                                   | Élu                                                       | Élu                                                       | Élu                                                       | Battu                                                     | Battu                                                     | Battu                                                     | Participation                                             |
| Bouloc (Haute-Garonne) est répartie sur plusieurs cantons, cf. les résultats de ceux de .               |                                                           |                                                           |                                                           |                                                           |                                                           |                                                           |                                                           |
| 2001 | %                                                         |                                                           |                                                           | %                                                         |                                                           |                                                           | indisponible %                                            |
| 2004 | 67,13 %                                                   | Louis Bonhomme élu au premier tour                        | PS                                                        | 15,38 %                                                   | Marie-Hélène Champagnac                                   | UMP                                                       | 69,68 %                                                   |
| 2008 | %                                                         |                                                           |                                                           | %                                                         |                                                           |                                                           | indisponible %                                            |
| 2011 | 71,34 %                                                   | Ghislaine Cabessut                                        | PS                                                        | 28,66 %                                                   | Michèle Pellizzon                                         | FN                                                        | 52,62 %                                                   |
| Élections départementales, résultats des deux meilleurs scores du dernier tour de scrutin.              |                                                           |                                                           |                                                           |                                                           |                                                           |                                                           |                                                           |
| Année                                                                                                   | Élus                                                      | Élus                                                      | Élus                                                      | Battus                                                    | Battus                                                    | Battus                                                    | Participation                                             |
| Bouloc (Haute-Garonne) est répartie sur plusieurs cantons, cf. les résultats de ceux de .               |                                                           |                                                           |                                                           |                                                           |                                                           |                                                           |                                                           |
| 2015 | 51,68 %                                                   | Ghislaine Cabessut, Jean-Luc Raysseguier                  | PS                                                        | 24,78 %                                                   | Jean-Marc Dumoulin, Marie-Hélène Champagnac               | DVD                                                       | 59,20 %                                                   |
| 2021 | %                                                         |                                                           |                                                           | %                                                         |                                                           |                                                           | %                                                         |
| Référendums.                                                                                            |                                                           |                                                           |                                                           |                                                           |                                                           |                                                           |                                                           |
| Année                                                                                                   | Oui (national)                                            | Oui (national)                                            | Oui (national)                                            | Non (national)                                            | Non (national)                                            | Non (national)                                            | Participation                                             |
| 1992 | 51,26 % (51,04 %)                                         | 51,26 % (51,04 %)                                         | 51,26 % (51,04 %)                                         | 48,74 % (48,96 %)                                         | 48,74 % (48,96 %)                                         | 48,74 % (48,96 %)                                         | 72,66 %                                                   |
| 2000 | 77,01 % (73,21 %)                                         | 77,01 % (73,21 %)                                         | 77,01 % (73,21 %)                                         | 22,99 % (26,79 %)                                         | 22,99 % (26,79 %)                                         | 22,99 % (26,79 %)                                         | 34,57 %                                                   |
| 2005 | 42,18 % (45,33 %)                                         | 42,18 % (45,33 %)                                         | 42,18 % (45,33 %)                                         | 57,82 % (54,67 %)                                         | 57,82 % (54,67 %)                                         | 57,82 % (54,67 %)                                         | 80,19 %                                                   |

### Administration municipale
Le nombre d'habitants au recensement de 2017 étant compris entre 3 500 habitants et 4 999 habitants, le nombre de membres du conseil municipal pour l'élection de 2020 est de vingt-sept,.

### Liste des maires
| Période                                  | Période      | Identité           | Étiquette | Qualité |
| ---------------------------------------- | ------------ | ------------------ | --------- | --- |
| Les données manquantes sont à compléter. |              |                    |           | |
| octobre 1947                             | mars 1971    | Jean Nicouleau     |           | Vétérinaire |
| mars 1971                                | mars 1977    | Charles Marquet    |           | Vétérinaire |
| mars 1977                                | 1999         | Louis Bonhomme     | PS        | Chef technicien des PTT retraité Conseiller général de Fronton (1979 → 2011) Démissionnaire                                                                           |
| 1999                                     | 28 mars 2014 | Christian Faurie   | PS        | Retraité, ancien premier adjoint Président de la CC du Frontonnais (2013 → 2014)                                                                                      |
| 28 mars 2014                             | 28 mai 2020  | Ghislaine Cabessut | PS        | Secrétaire à l'Ingénierie territoriale, ancienne adjointe Conseillère départementale de Villemur-sur-Tarn (2015 → 2021) Conseillère générale de Fronton (2011 → 2015) |
| 28 mai 2020                              | En cours     | Serge Terrancle    | DVC       | Agent de conduite SNCF retraité Vice-président de la CC du Frontonnais (2020 → )                                                                                      |

### Rattachements administratifs et électoraux
Bouloc fait partie du canton de Villemur-sur-Tarn. Avant le redécoupage départemental de 2014, Bouloc faisait partie de l'ex-canton de Fronton. La commune fait également partie de la cinquième circonscription de la Haute-Garonne.
La commune est membre de la communauté de communes du Frontonnais.

### Politique environnementale
La collecte et le traitement des déchets des ménages et des déchets assimilés ainsi que la protection et la mise en valeur de l'environnement se font dans le cadre de la communauté de communes du Frontonnais. Depuis septembre 2015, la communauté de communes mit en place la collecte du tri sélectif en porte à porte.

### Jumelages
- Blansko (Tchéquie) : avec les communes de Villeneuve-lès-Bouloc et Vacquiers.

Depuis la mise en place de la nouvelle municipalite en 2014, le jumelage n'existe plus.

## Population et société

### Démographie
| 1793 | 1800 | 1806 | 1821 | 1831 | 1836 | 1841 | 1846 | 1851 |
| ---- | ---- | ---- | ---- | ---- | ---- | ---- | ---- | ---- |
| 633  | 746  | 712  | 851  | 830  | 875  | 829  | 864  | 868  |

| 1856 | 1861 | 1866 | 1872 | 1876 | 1881 | 1886 | 1891 | 1896 |
| ---- | ---- | ---- | ---- | ---- | ---- | ---- | ---- | ---- |
| 861  | 825  | 836  | 827  | 788  | 797  | 838  | 706  | 700  |

| 1901 | 1906 | 1911 | 1921 | 1926 | 1931 | 1936 | 1946 | 1954 |
| ---- | ---- | ---- | ---- | ---- | ---- | ---- | ---- | ---- |
| 710  | 655  | 646  | 576  | 566  | 566  | 594  | 619  | 643  |

| 1962 | 1968 | 1975  | 1982  | 1990  | 1999  | 2006  | 2007  | 2012  |
| ---- | ---- | ----- | ----- | ----- | ----- | ----- | ----- | ----- |
| 668  | 770  | 1 084 | 1 925 | 2 257 | 2 925 | 3 716 | 3 836 | 4 154 |

| 2017  | 2022  | - | - | - | - | - | - | - |
| ----- | ----- | - | - | - | - | - | - | - |
| 4 659 | 4 655 | - | - | - | - | - | - | - |

### Enseignement
La commune compte une école élémentaire et une école maternelle. À la rentrée 2013-2014, 489 enfants étaient scolarisés en 18 classes. 7 à l'école maternelle et 11 à l'école élémentaire avec également 1 CLIS (CLasse d'Inclusion Scolaire de 12 places). Bouloc compte également un centre de loisirs et une crèche.
Les élèves de la commune dépendent du collège Alain Savary de Fronton.
Les lycées les plus proches sont :
- Le lycée Pierre Bourdieu de Fronton, situé à 6,5 km.
- Le lycée Toulouse Lautrec de Toulouse, situé à 20 km.

### Manifestations culturelles et festivités
Plusieurs fois dans l'année, l'association « APOIRC » organise son « Salon Musical » dans la salle des fêtes de Bouloc, le dimanche après-midi à 16 h.
L'association « Les Amis de la Radio » gère une Webradio installée sur la commune et diffuse des émissions culturelles et sportive sur CETA Radio.

#### Associations
Bouloc possède plus de cinquante associations. La commune est reconnue pour avoir une vie associative importante.

### Santé
On compte trois médecins généralistes sur la commune, ainsi qu'un centre médico-social géré par le département et une pharmacie.
Les hôpitaux les plus proches sont situés sur Toulouse et Montauban.

### Sports
Bouloc possède plusieurs associations sportives : basketball, football, karaté, judo/ju-jitsu, futsal, tennis, sport équestre, etc.

### Médias
La commune est couverte par le journal local La Dépêche du Midi et son édition locale nord-est de la Haute-Garonne, le petit journal (hebdomadaire) ainsi que par France 3 Occitanie.

### Cultes
La commune compte une église catholique, l'église Notre-Dame.

## Économie

### Revenus
En 2018  (données Insee publiées en septembre 2021), la commune compte 1 807 ménages fiscaux, regroupant 4 749 personnes. La médiane du revenu disponible par unité de consommation est de 25 470 € (23 140 € dans le département). 60 % des ménages fiscaux sont imposés (55,3 % dans le département).

### Revenus de la population et fiscalité
En 2014, le revenu fiscal médian par ménage était de 23 475 €. 63,6 % des foyers fiscaux étaient imposables.

### Emploi
|                | 2008  | 2013  | 2018  |
| -------------- | ----- | ----- | ----- |
| Commune        | 5,5 % | 6,4 % | 6,8 % |
| Département    | 7,7 % | 9,6 % | 9,3 % |
| France entière | 8,3 % | 10 %  | 10 %  |

En 2014, la population âgée de 15 à 64 ans s'élevait à 2 868 personnes, parmi lesquelles on comptait 78 % d'actifs dont 71,6 % ayant un emploi et 6,4 % de chômeurs.
On comptait 639 emplois dans la zone d'emploi, contre 585 en 2009. Le nombre d'actifs ayant un emploi résidant dans la zone d'emploi étant de 2 068, l'indicateur de concentration d'emploi est de 30,9 %, ce qui signifie que la zone d'emploi offre un peu moins d'un emploi pour trois habitants actifs.
En 2018, la population âgée de 15 à 64 ans s'élève à 2 975 personnes, parmi lesquelles on compte 77,3 % d'actifs (70,5 % ayant un emploi et 6,8 % de chômeurs) et 22,7 % d'inactifs,. Depuis 2008, le taux de chômage communal (au sens du recensement) des 15-64 ans est inférieur à celui de la France et du département.
La commune fait partie de la couronne de l'aire d'attraction de Toulouse, du fait qu'au moins 15 % des actifs travaillent dans le pôle,. Elle compte 875 emplois en 2018, contre 642 en 2013 et 549 en 2008. Le nombre d'actifs ayant un emploi résidant dans la commune est de 2 114, soit un indicateur de concentration d'emploi de 41,4 % et un taux d'activité parmi les 15 ans ou plus de 63,6 %.
Sur ces 2 114 actifs de 15 ans ou plus ayant un emploi, 364 travaillent dans la commune, soit 17 % des habitants. Pour se rendre au travail, 92,2 % des habitants utilisent un véhicule personnel ou de fonction à quatre roues, 3,4 % les transports en commun, 1,8 % s'y rendent en deux-roues, à vélo ou à pied et 2,6 % n'ont pas besoin de transport (travail au domicile).

### Activités hors agriculture

#### Secteurs d'activités
398 établissements sont implantés  à Bouloc au 31 décembre 2019. Le tableau ci-dessous en détaille le nombre par secteur d'activité et compare les ratios avec ceux du département,.
| Secteur d'activité                                                                                        | Commune | Commune | Département |
| Secteur d'activité                                                                                        | Nombre  | %       | %           |
| --- | ------- | ------- | ----------- |
| Ensemble                                                                                                  | 398     | 100 %   | (100 %)     |
| Industrie manufacturière, industries extractives et autres                                                | 37      | 9,3 %   | (5,7 %)     |
| Construction                                                                                              | 82      | 20,6 %  | (12 %)      |
| Commerce de gros et de détail, transports, hébergement et restauration                                    | 105     | 26,4 %  | (25,9 %)    |
| Information et communication                                                                              | 12      | 3 %     | (4,1 %)     |
| Activités financières et d'assurance                                                                      | 6       | 1,5 %   | (3,8 %)     |
| Activités immobilières                                                                                    | 17      | 4,3 %   | (4,2 %)     |
| Activités spécialisées, scientifiques et techniques et activités de services administratifs et de soutien | 71      | 17,8 %  | (19,8 %)    |
| Administration publique, enseignement, santé humaine et action sociale                                    | 34      | 8,5 %   | (16,6 %)    |
| Autres activités de services                                                                              | 34      | 8,5 %   | (7,9 %)     |

Le secteur du commerce de gros et de détail, des transports, de l'hébergement et de la restauration est prépondérant sur la commune puisqu'il représente 26,4 % du nombre total d'établissements de la commune (105 sur les 398 entreprises implantées  à Bouloc), contre 25,9 % au niveau départemental.

#### Entreprises et commerces
Au 31 décembre 2015, Bouloc comptait 379 établissements : 17 dans l'agriculture-sylviculture-pêche, 25 dans l'industrie, 65 dans la construction, 232 dans le commerce-transports-services divers et 40 relatifs au secteur administratif.
En 2016, 49 entreprises ont été créées à Bouloc, dont 29 par des autoentrepreneurs.
Les cinq entreprises ayant leur siège social sur le territoire communal qui génèrent le plus de chiffre d'affaires en 2020 sont : 
- Travaux De Voies Ferrees En Abrege TVF, construction de voies ferrées de surface et souterraines (19 895 k€) ;
- Jibla, supermarchés (13 034 k€) ;
- Armaing Chauffage Climatisation, travaux d'installation d'équipements thermiques et de climatisation (6 938 k€) ;
- LTRC, conseil en systèmes et logiciels informatiques (1 577 k€) ;
- Viareno Developpement, autres activités de soutien aux entreprises n.c.a. (1 361 k€).

### Agriculture
La commune est dans le Lauragais, une petite région agricole occupant le nord-est du département de la Haute-Garonne, dont les coteaux portent des grandes cultures en sec avec une dominante blé dur et tournesol. En 2020, l'orientation technico-économique de l'agriculture  sur la commune est la polyculture et/ou le polyélevage.
|               | 1988 | 2000 | 2010 | 2020 |
| ------------- | ---- | ---- | ---- | ---- |
| Exploitations | 41   | 25   | 15   | 21   |
| SAU (ha)      | 739  | 600  | nd   | 511  |

Le nombre d'exploitations agricoles en activité et ayant leur siège dans la commune est passé de 41 lors du recensement agricole de 1988  à 25 en 2000 puis à 15 en 2010 et enfin à 21 en 2020, soit une baisse de 49 % en 32 ans. Le même mouvement est observé à l'échelle du département qui a perdu pendant cette période 57 % de ses exploitations,. La surface agricole utilisée sur la commune a également diminué, passant de 739 ha en 1988 à 511 ha en 2020. Parallèlement la surface agricole utilisée moyenne par exploitation a augmenté, passant de 18 à 24 ha.

## Culture locale et patrimoine

### Lieux et monuments
- Église Notre-Dame de Bouloc, avec son clocher-mur.

Le retable à ailes du maître-autel (XVIIe siècle) est classé au titre des monuments historiques; il a été intégralement restauré.

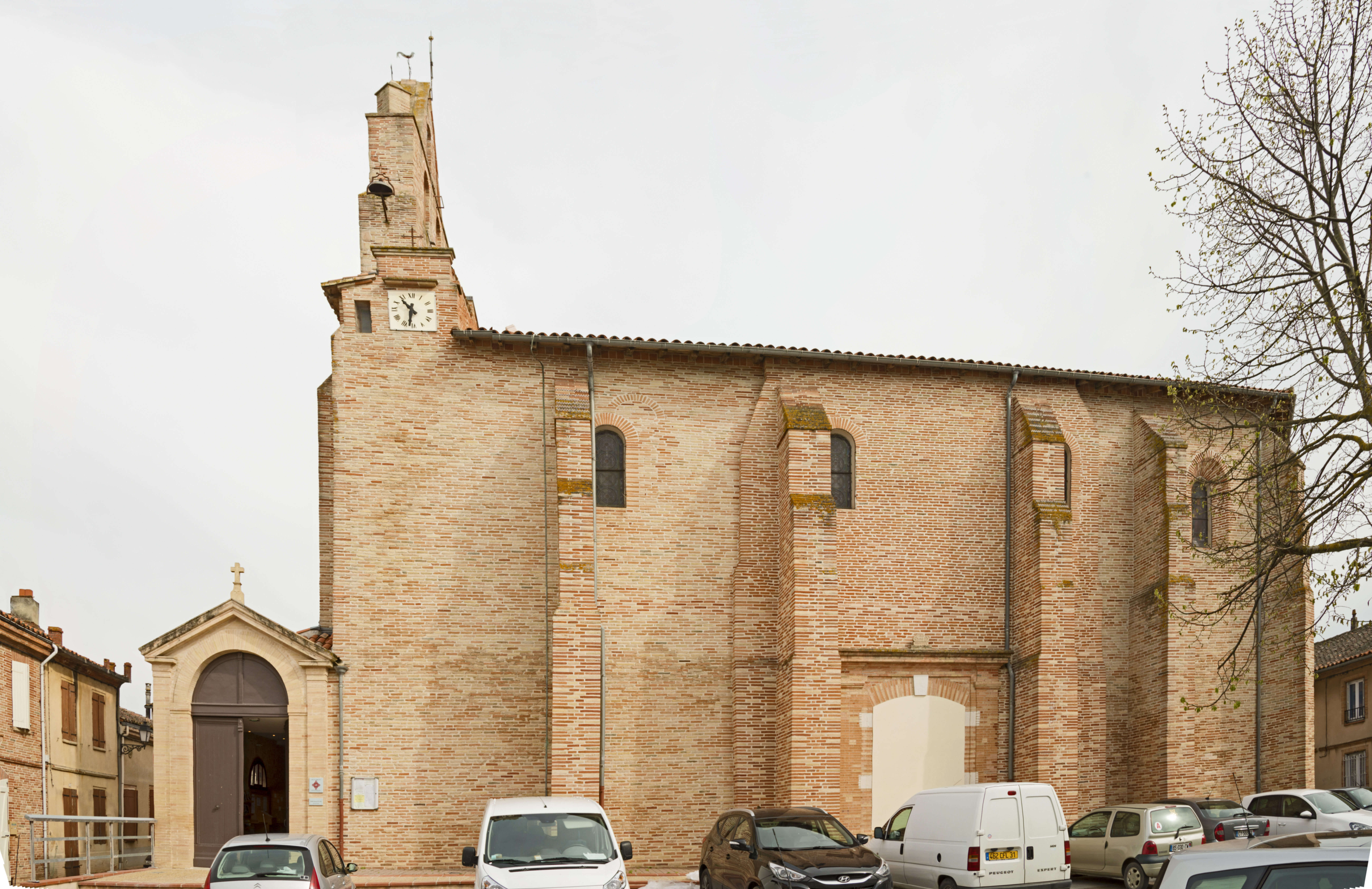
L'entrée et la façade sud.
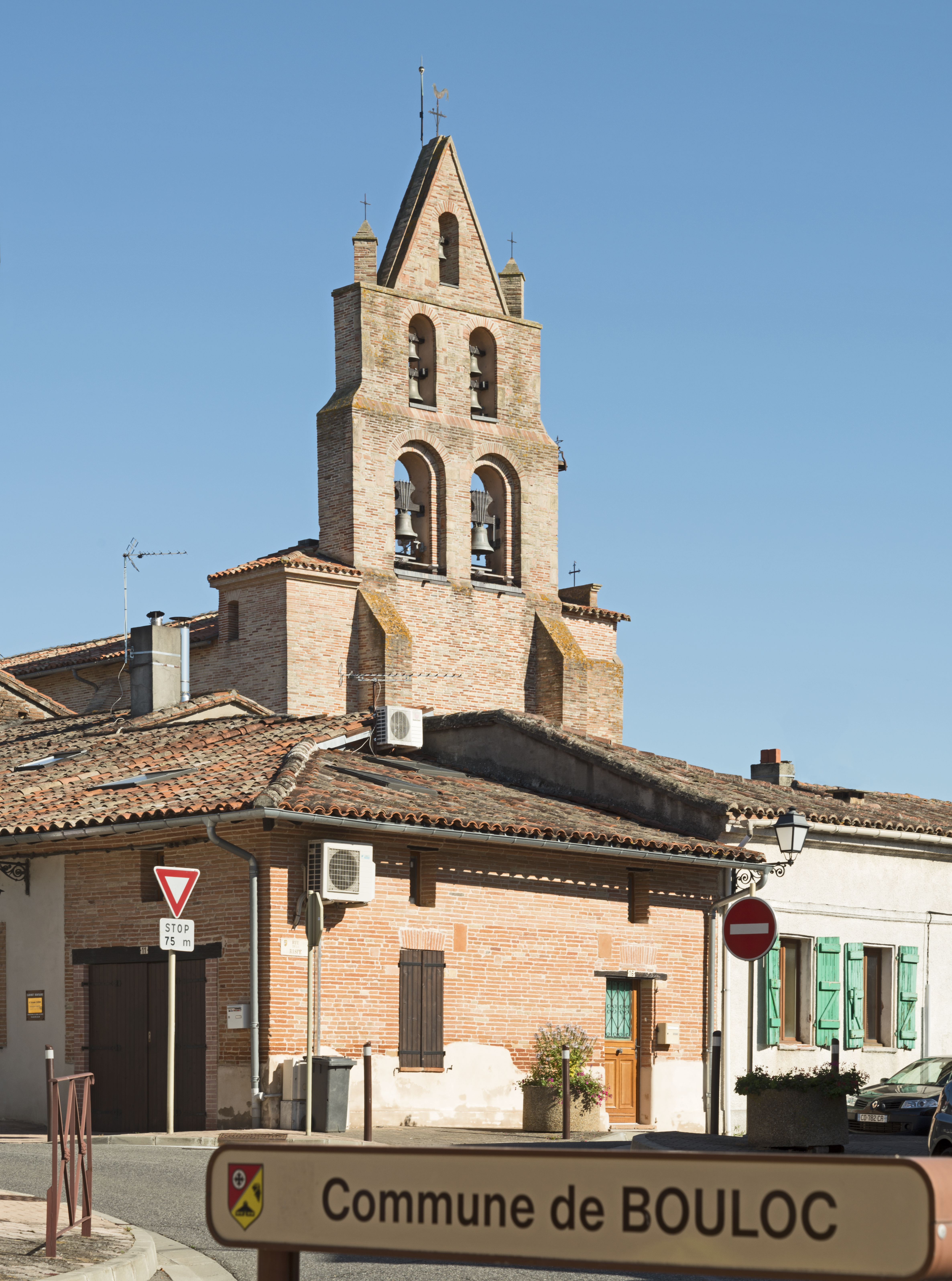
Le clocher-mur de l'église Notre-Dame.
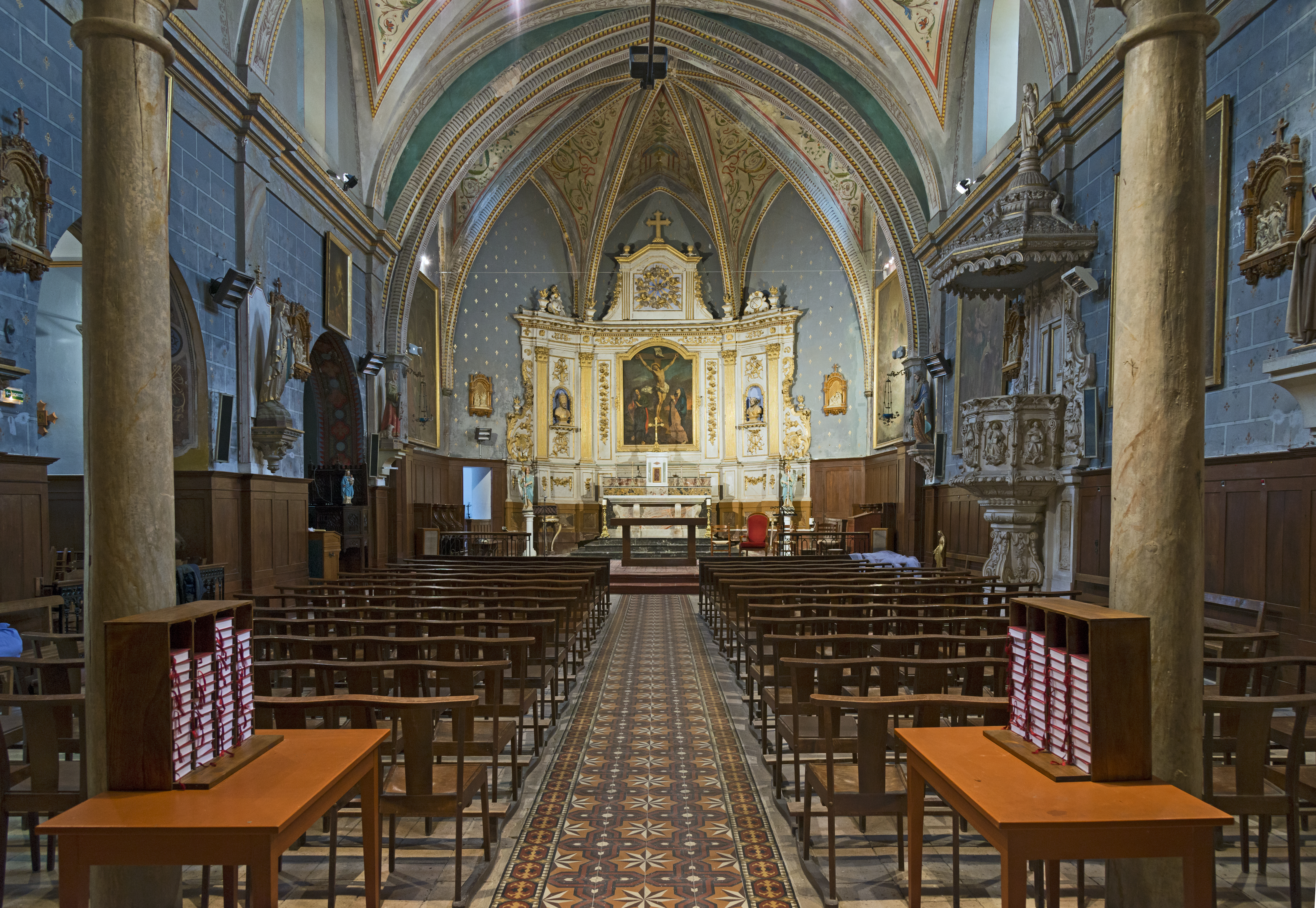
L'intérieur de la nef.
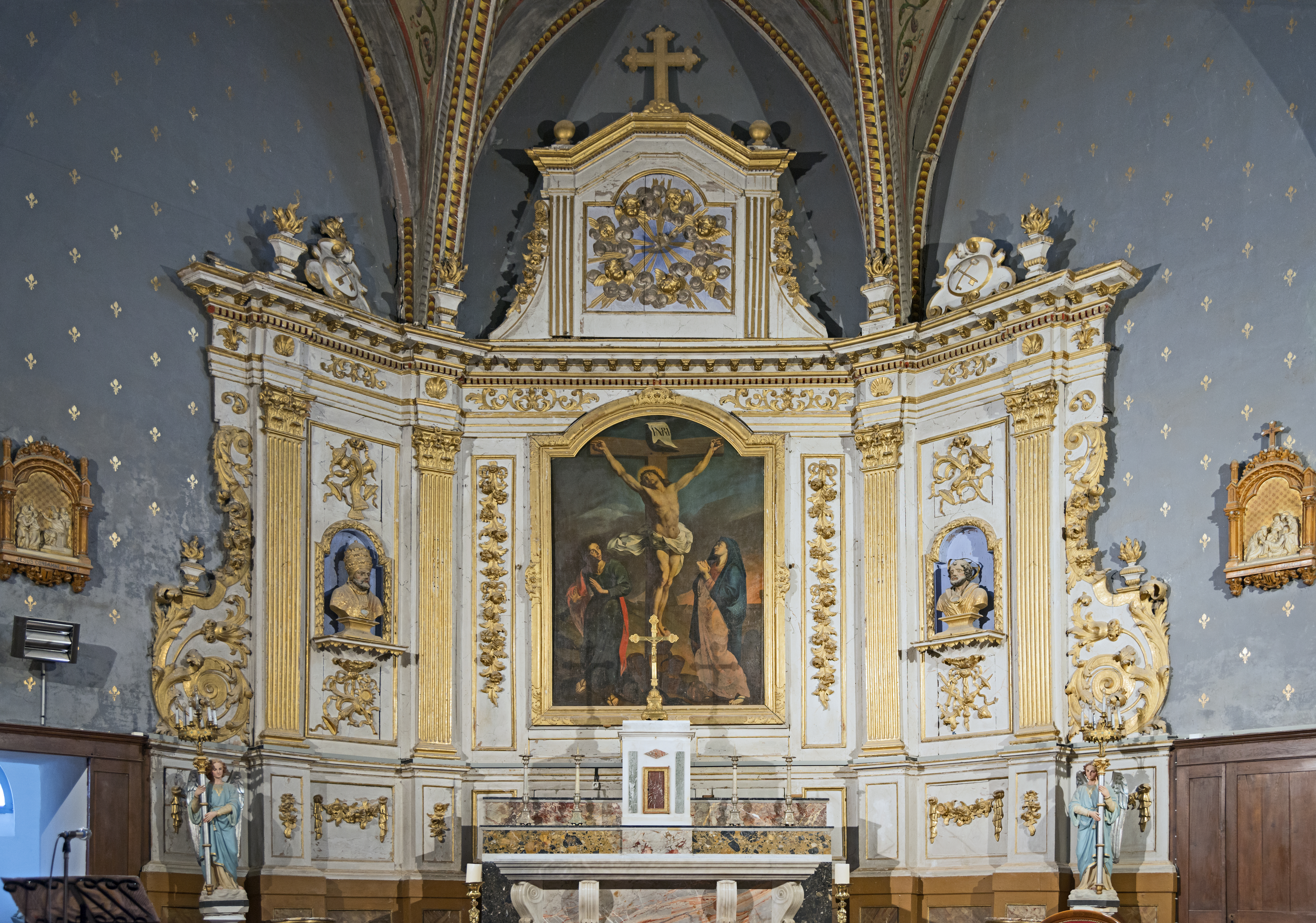
Retable à ailes du maître-autel, XVIIe siècle.

- Le Lavoir du XIXe siècle

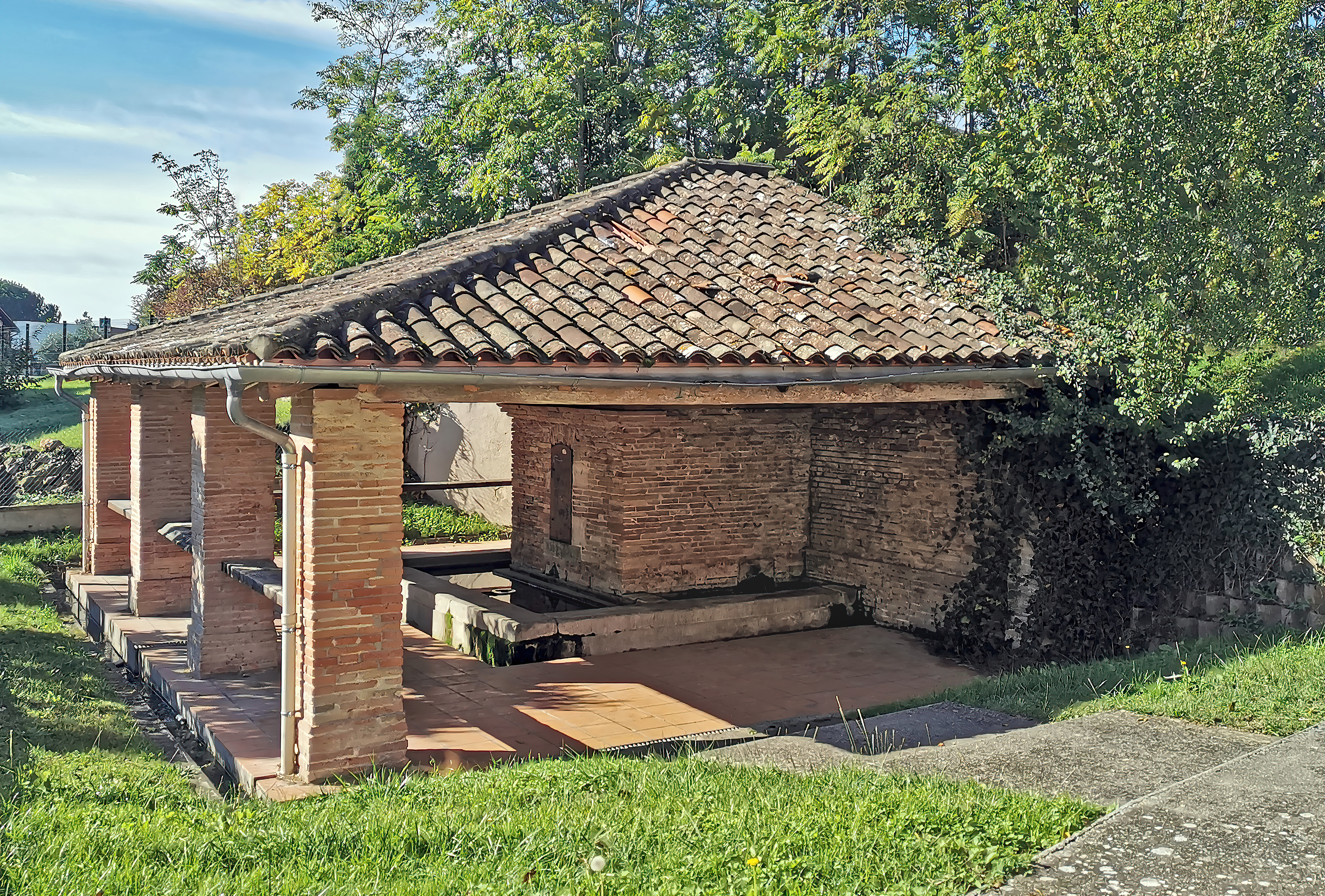
Le lavoir.

### Personnalités liées à la commune
- Sicard Alaman

## Pour approfondir